# Chiesa di Santo Stefano Protomartire (Maiolati Spontini)
La chiesa di Santo Stefano Protomartire è la parrocchiale di Maiolati Spontini, in provincia di Ancona e diocesi di Jesi; fa parte della zona pastorale di Cupramontana.

## Storia
La primitiva parrocchiale di Maiolati, dedicata a santa Maria, è attestata a partire dal XIII secolo.
Intorno al 1430, con la ricostruzione del castello, fu realizzata anche la nuova chiesa, intitolata a santo Stefano Protomartire; questo luogo di culto venne restaurato già pochi decenni dopo, nel 1475.
Dalla relazione della visita pastorale del 1573 si apprende che questo edificio versava in pessime condizioni.
Nel Seicento, dopo la demolizione della chiesa medievale, iniziarono i lavori per la nuova parrocchiale, che però si protrassero per decenni, tanto che la cupola fu ultimata appena nel 1712; la consacrazione venne impartita dal vescovo di Jesi Francesco Antonio Giattini il 3 ottobre 1723.
Un restauro della chiesa fu completato nel 1928, mentre nel 1950 la canonica venne interessata da un intervento di manutenzione.
Nella prima metà degli anni settanta si procedette alla realizzazione dell'adeguamento liturgico secondo le usanze postconciliari mediante l'aggiunta dell'altare rivolto verso l'assemblea e degli amboni.
Nel 2010 la parrocchiale fu oggetto di un ripristino in seguito al parziale crollo della volta e negli anni immediatamente successivi vennero eseguite altre riparazioni; l'edificio subì poi delle lesioni durante l'evento sismico del 2016.

## Descrizione

### Esterno
La facciata della chiesa, che volge a sudest, è suddivisa da una cornice marcapiano in due registri, entrambi scanditi da quattro lesene; quello inferiore presenta centralmente il portale d'ingresso lunettato, mentre quello superiore è caratterizzato dal rosone e coronato timpanetto di forma triangolare, entro il quale si apre un oculo.
Annesso alla parrocchiale è il campanile a base quadrata, la cui cella presenta su ogni lato una monofora a tutto sesto ed è coperta dal tetto a quattro falde.

### Interno
L'interno dell'edificio si compone di un'unica navata, sulla quale si affacciano le cappelle laterali, introdotte da archi a tutto sesto, e le cui pareti sono scandite da paraste terminanti con capitelli ionici e sorreggenti la trabeazione aggettante e modanata, sopra la quale si imposta la volta a botte; al termine dell'aula si sviluppa il presbiterio, leggermente rialzato, ospitante l'altare maggiore e chiuso dall'abside semicircolare.
Qui sono conservate diverse opere di pregio, tra le quali la sette pala raffigurante la Madonna col Bambino e i Misteri del Rosario, attribuita a Tommaso Aquilini junior, l'altare maggiore, originariamente collocato nella chiesa dei Frati Minori di Jesi, e l'organo, costruito dalla ditta veneta Callido.